# Прапор Горлівки
Пра́пор Го́рлівки — один з символів міста Горлівка наряду з гербом.

## Опис
Прапор затверджений рішенням є XXIII/10-28 сесії міської ради від 27.08.1999 р. і має вигляд триколірного зелено-червоно-блакитного прямокутного полотнища з зображенням у його верхньому лівому куті на зеленому полі птаха горлиці. Співвідношення ширини прапора до його довжини 1:2.